# HEC Liege Management School
HEC-École de gestion de l'Université de Liège, o también conocida como HEC-ULg, es una escuela de comercio HEC (Hautes Études Commerciales) situada en la ciudad de Lieja en Bélgica. Creada en 1898 con el fin de ser una escuela de negocios y comercio, privada, es en el año 2005 afiliada a la facultad de economía de la Universidad de Lieja (ULg).
HEC Liege posee dos sedes, una campestre ( Angleur, Sart Tilman) que se compone principalmente de anfiteatros compartidos con la facultad de derecho de la Universidad de Lieja, y la sede urbana situada en la calle Louvrex. Esta última, se divide en dos arquitecturas muy distantes, la primera donde se sitúa la biblioteca y las oficinas de relaciones internacionales, fue edificada en el siglo XVII y la segunda infraestructura urbana, fue construida en 1990 a partir de un diseño modernista.
HEC-ULg es en la actualidad la más reconocida escuela de negocios de la región francófona de Bélgica, merecida posición por su enfoque en lenguas (5 idiomas enfocados en los Negocios, y la posibilidad de realizar un Master en Global Management, en Inglés o Neerlandés) y su alto nivel en matemáticas. Es miembro del AACSB International ( the Association to Advance Collegiate
Schools of Business )) y del EFMD (European Foundation for Management Development). Además de obtener la calificación European label ECTS para el periodo del 2009-2013.
Por otra parte, a partir del 2010 HEC Management School, posee un departamento exclusivo para el estudio de las PYMES
Desde el 2009 Thomas FROEHLICHER es el rector y decano de HEC Management School.

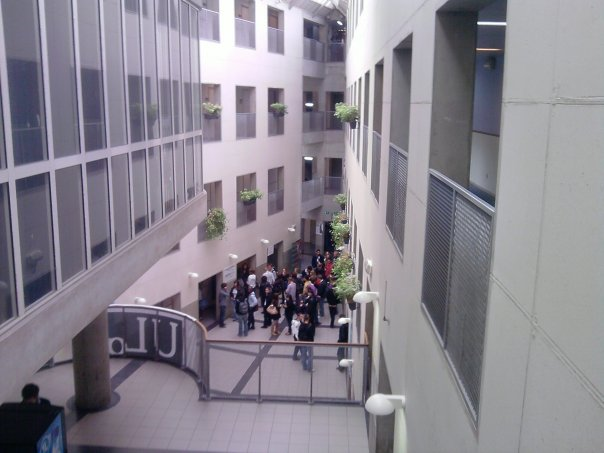
HEC Liege, Sede urbana.
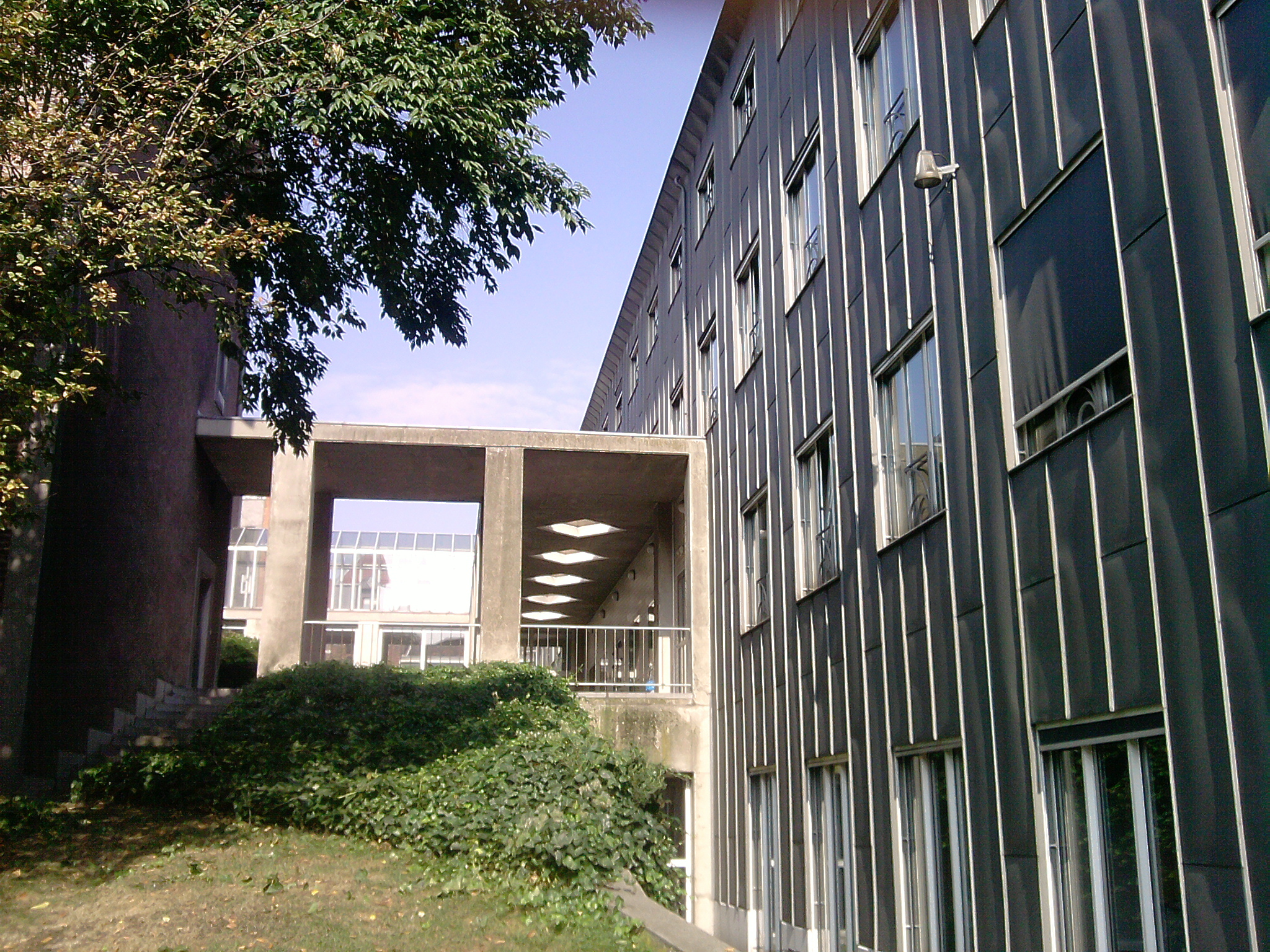
HEC Liege, Sede urbana, edificación moderna, exterior.
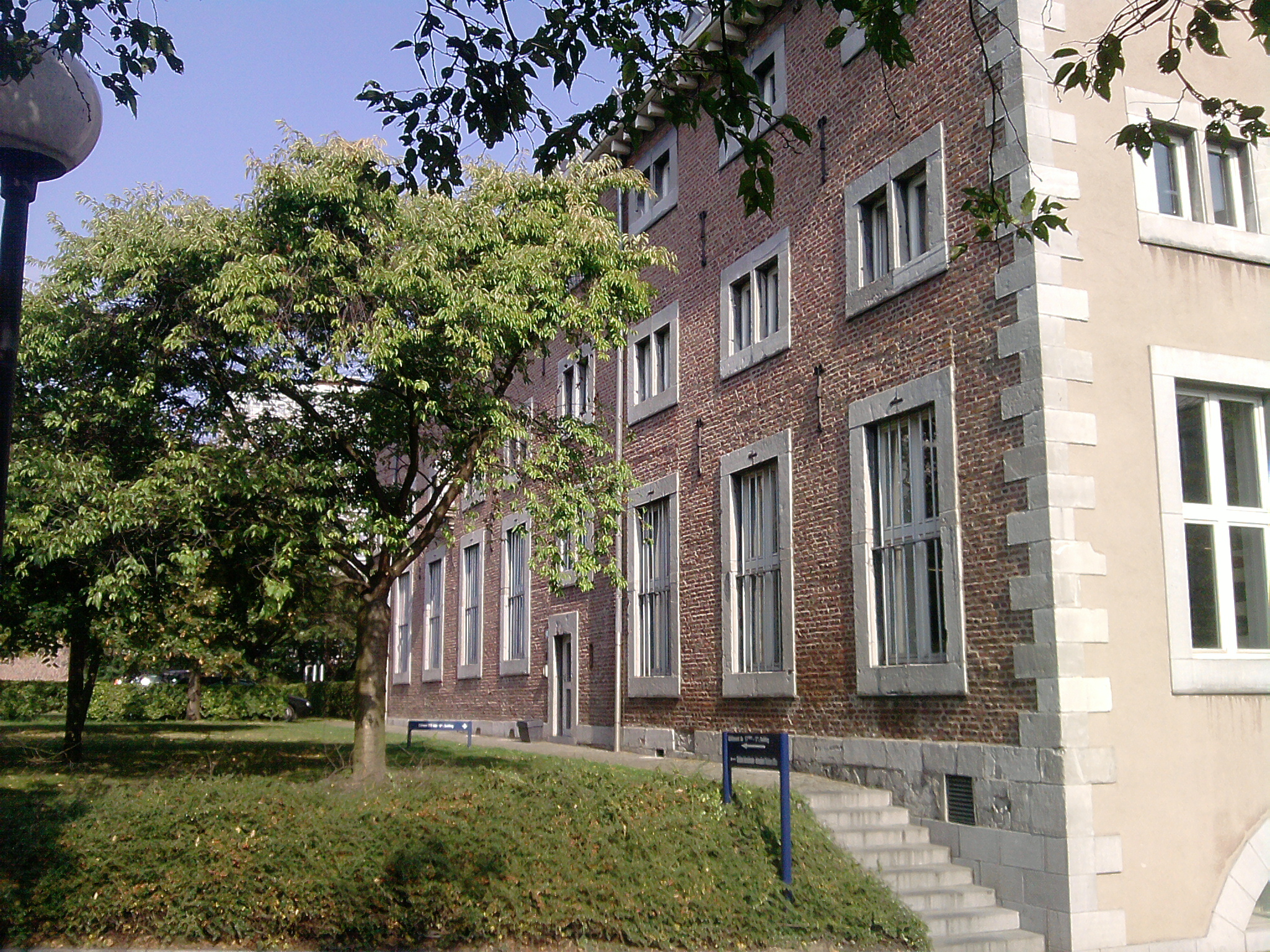
HEC Liege, Sede urbana,edifiación antigua (siglo XVII).

## Reputación / Rankings
En la ''Edición enero de 2010 del Ranking Web de Escuelas de Negocios, HEC Liege Management School se situó entre las 100 mejores escuelas de negocios europeas:
- 2° en Bélgica[8]

- 91° en Europa[9]